# Raglan (Schiff)
HMS Raglan  war ein Monitor der Abercrombie-Klasse der britischen Marine. Im Januar 1918 wurde sie vor Imbros durch den osmanischen Schlachtkreuzer Yavuz Sultan Selim, die ehemalige deutsche Goeben, und den Kleinen Kreuzer Midilli, ehemals Breslau, versenkt.

## Geschichte
Am 1. Dezember 1914 erfolgte die Kiellegung der späteren Raglan beim Zweigbetrieb von Harland & Wolff Ltd in Govan. Das Schiff hieß zu diesem Zeitpunkt noch Robert E Lee zu Ehren des amerikanischen Bürgerkriegsgenerals. Da die USA weiterhin neutral waren, entschied man sich bei der Indienststellung am 31. Mai 1915 für die neutrale Bezeichnung HMS M 3. Dann wurde sie am 20. Juni HMS Lord Raglan und am 23. Juni 1915 endgültig HMS Raglan benannt. Ausgerüstet mit Harland & Wolff-Maschinen war sie der Monitor mit der höchsten Geschwindigkeit von 7,64 Knoten bei den Abnahmetests. Die Torpedoschutzwulste und die schlechte Rumpfkonstruktion verhinderten die geplante Geschwindigkeit von 10 Knoten.

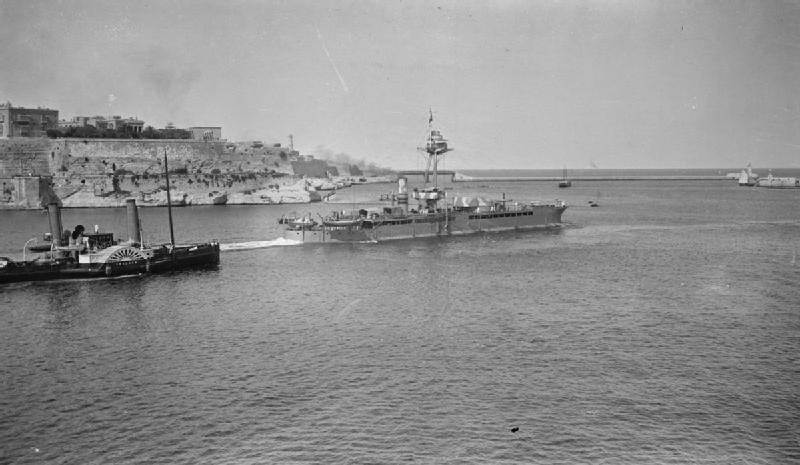
Raglan verlässt Malta nach Brindisi während des Krieges

Die vier Monitore wurden im Juni 1915 nach den Dardanellen verlegt, um Feuerunterstützung bei der Schlacht um Gallipoli zu leisten.
Die Raglan startete am 28. Juni im Schlepp des alten Kreuzers HMS Diana. Am 22. Juli traf sie vor Ort ein und unterstützte die Landung in der Suvla-Bucht im ANZAC-Abschnitt am 6./7. August. Unglücklicherweise traf sie dabei auch einmal in die britischen Linien, was einen Toten und drei Verwundete verursachte.
Nach kontinuierlicher Unterstützung der Bodentruppen nahm die Raglan im Oktober eine R.N.A.S. Short 166 an Bord, welche die Monitore durch Zielbeobachtung bei der Beschießung der Stadt Gallipoli unterstützen sollte. Als die Evakuierung der Halbinsel begann, war die Raglan mit anderen Schiffen bei Imbros in Reserve, um insbesondere die Räumung von Helles 1916 zu sichern. Als die Türken am 7. Januar die britischen Linien angriffen, kam die Raglan mit anderen Schiffen zum Einsatz. In der Nacht vom 8. zum 9. Januar konnte so die Evakuierung abgeschlossen werden.
Raglan und das Schwesterschiff Abercrombie blieben nach der Schlacht von Gallipoli im östlichen Mittelmeer und der Ägäis, während Havelock im Januar und Roberts im Februar 1916 nach Großbritannien zurückkehrten, um als Wachschiffe an der britischen Ostküste eingesetzt zu werden.
Im Februar und März 1916 bombardierte die Raglan Smyrna und andere Punkte an der türkischen Westküste, bevor sie, wie die Abercrombie, an der Saloniki-Front gegen Bulgarien eingesetzt wurde und unter anderem Felder in Brand schoss. Im Mai wurde sie dann in Malta überholt. 1916 und 1917 lag sie meist in Imbros, um einen Ausbruch des türkischen Schlachtkreuzers Goeben und des Kleinen Kreuzers Breslau zu verhindern, und unterstützte auch die alliierten Landoffensiven bei Saloniki, Stavros und in Palästina, wo sie Deir Seneid in Gaza und Askalon beschoss.
Am 26. Dezember 1917 kehrte die Raglan von der Unterstützung der Palästina-Front nach Imbros zurück, wo sie mit dem kleinen Monitor M28 die 2nd Detached Squadron der Aegean Squadron bildete und weiter türkische und deutsche Ausbrüche verhindern sollte.
Am frühen Morgen des 20. Januar 1918, einem nebligen Sonntagmorgen, kam die türkische Flotte mit der Goeben, der Breslau und vier Zerstörern aus den Dardanellen. Die Goeben löste eine Mine aus, aber der Schaden behinderte sie kaum und die Schiffe liefen weiter nach Imbros, um die dort ankernden Schiffe zu versenken. Dort sollte ein Linienschiff der Lord-Nelson-Klasse liegen, aber die Agamemnon war im 25 Meilen entfernten Mudros stationiert und die Lord Nelson war mit dem befehlshabenden Admiral in Saloniki.
Auf der Raglan wurden kurz nach 07:30 Uhr die anmarschierenden Schiffe entdeckt und über Funk Alarm gegeben. Gleichzeitig begann um 07:35 Uhr ein Gefecht mit der Breslau. Deren vierte Salve traf den Kommandostand der Raglan, tötete den Artillerieoffizier und verwundete den Kommandanten. Die 35,6-cm-Geschütze waren geladen und bereit, ohne zentrale Führung zu schießen, als die Goeben die Barbette des Turmes traf. Dabei detonierte ein Teil der Bereitschaftsmunition und tötete einige Mitglieder der Geschützbedienung. Der erste Offizier befahl danach, das vor Anker liegende schwer getroffene Schiff zu räumen.
Die Schiffe kamen bis auf etwa 4 km heran, als weitere Schüsse das Magazin trafen und zur Explosion brachten. Die Raglan sank um 08:15 Uhr über den Bug in nur etwa 13 Meter tiefem Wasser, so dass ihre Masten aus dem Wasser ragten. 127 Mann starben während des Gefechtes, nur 93 Mann überlebten. Ein am 31. Januar tagendes Kriegsgericht lobte den Einsatz der Besatzung unter den Bedingungen.
Die Raglan verfügte zur Zeit der Versenkung über folgende Bewaffnung: 2 × 14-inch-Geschütze, 1 × 6-inch-Geschütz, 2 × 12-pdr-Luftabwehrgeschütze, 1 × 3-pdr-Geschütz, 1 × 2-pdr-Geschütz sowie 4 × .303-Maschinengewehre und konnte sich damit im Nahbereich gegen Schiffe praktisch nicht wehren.
Der kleine Monitor M28 wurde bei dem Angriff ebenfalls versenkt.
Danach erhielt die Breslau östlich Imbros einen Minentreffer und sank. Auch die Goeben erlitt Minentreffer und musste sich selbst an der türkischen Küste auf Grund setzen. Sie kam trotz erheblicher Angriffsbemühungen der Briten wieder frei, fiel aber als einsetzbares Kriegsschiff lange aus.